# South African Airways
South African Airways (SAA) là hãng hàng không quốc gia Nam Phi. Hãng này có trung tâm hoạt động chính tại Johannesburg và Cape Town. Trong tiếng Afrikaan hãng này có tên gọi Suid-Afrikaanse Lugdiens (SAL), dù tên gọi này không còn được sử dụng làm thương hiệu của hãng. Hãng hàng không này đóng trụ sở tại Sân bay quốc tế OR Tambo ở Kempton Park, Ekurhuleni, Gauteng.

## Đội tàu bay

### Vận chuyển hành khách
Đội tàu bay của hãng South African Airways (thời điểm tháng 6 năm 2024

### hóa

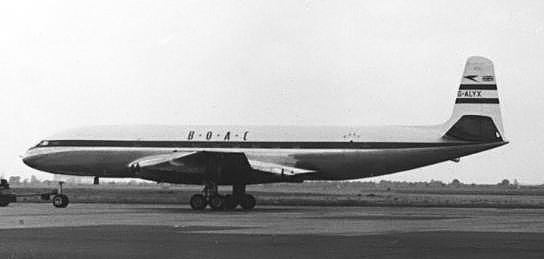
Một chiếc de Havilland Comet 1 của BOAC, tương tự như chuyến bay 201.

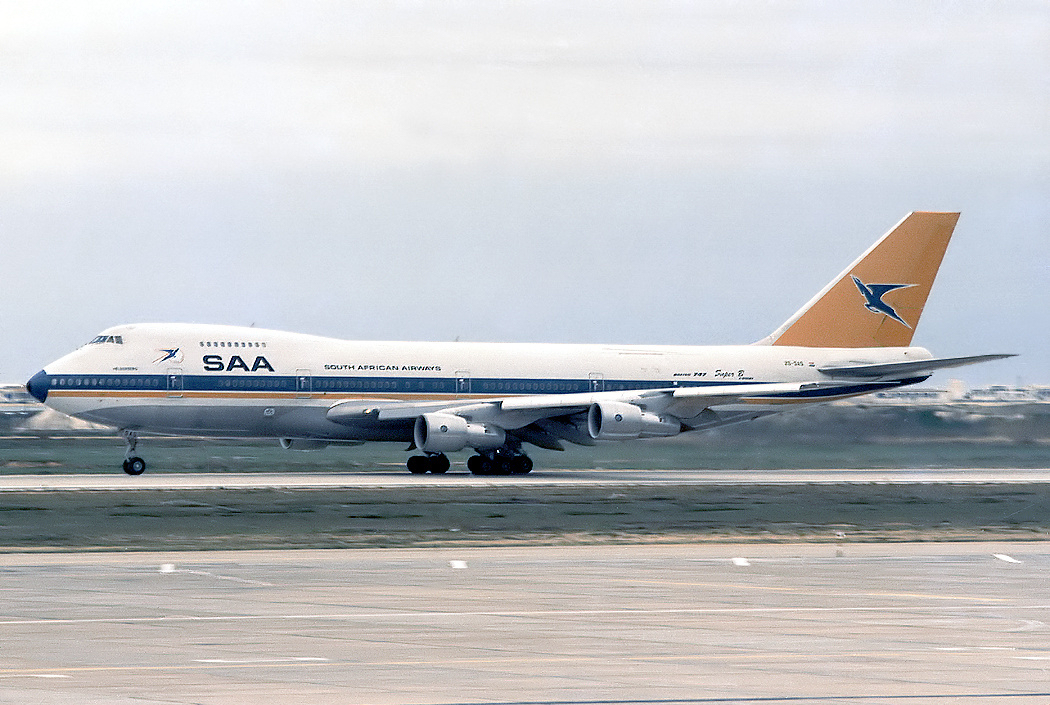
ZS-SAS, chiếc máy bay liên quan đến vụ tai nạn thứ nhất, được chụp vào ngày 1 tháng 1 năm 1986.

## Tai nạn và sự cố
1. Vào ngày 28 tháng 11 năm 1987, một chiếc máy bay Boeing 747 -200 Combi mang tên Helderberg của South African Airways đã gặp phải một vụ cháy thảm khốc ở trong khu vực hàng hóa, vỡ tung giữa không trung và rơi xuống Ấn Độ Dương ở phía đông Mauritius, làm tử vong tất cả 159 người trên chiếc máy bay. (Chuyến bay 295 của South African Airways)
2. Vào ngày 8 tháng 4 năm 1954, chiếc de Havilland Comet 1 của South African Airways đã gặp sự cố vào khoảng 19:07 UTC, khiến tất cả 21 người trên máy bay thiệt mạng. Cuộc điều tra chung về vụ tai nạn này và của BOAC 781, đã phát hiện ra các lỗi thiết kế của nhà sản xuất (cửa sổ vuông) và hiện tượng mỏi kim loại dẫn đến việc nổ giải nén, gây ra cả hai vụ tai nạn. (Chuyến bay 201 của South African Airways)
3. Vào ngày 20 tháng 4 năm 1968, một chiếc Boeing 707-344C của South African Airways đã đâm sầm vào mặt đất do lỗi phi công điều khiển chuyến bay vào địa hình và thiếu hệ thống cảnh báo gần mặt đất. Tai nạn này đã khiến 123 trong số 128 người có trong chuyến bay định mệnh đó tử vong. (Chuyến bay 228 của South African Airways)Một chiếc "Tử tước" 806, tương tự như chiếc máy bay gặp nạn số 406.

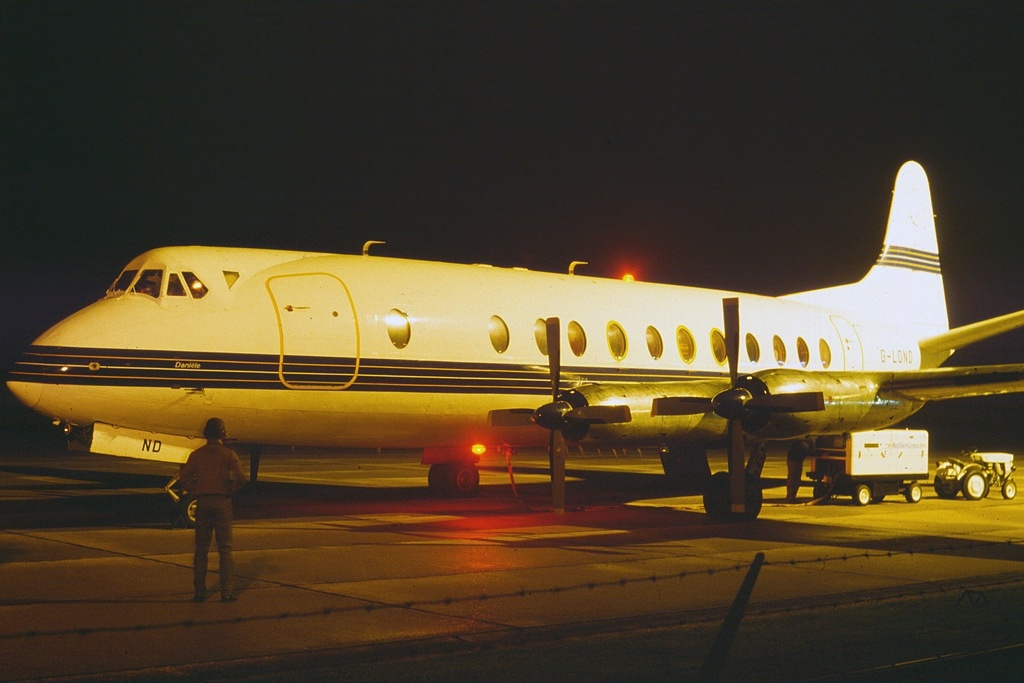
Một chiếc "Tử tước" 806, tương tự như chiếc máy bay gặp nạn số 406.

4. Vào ngày 13 tháng 3 năm 1967, Một chiếc Viscount (Tử tước) 806 của South African Airways đã lao xuống biển, làm tất cả 25 người thiệt mạng. Nguyên nhân của vụ tai nạn không bao giờ được xác định. Tuy nhiên có thể chuyến bay bị mất kiểm soát do phi công mất khả năng kiểm soát (đau tim, v.v) hoặc lỗi cấu trúc trong chuyến bay. (Chuyến bay 406 của South African Airways)

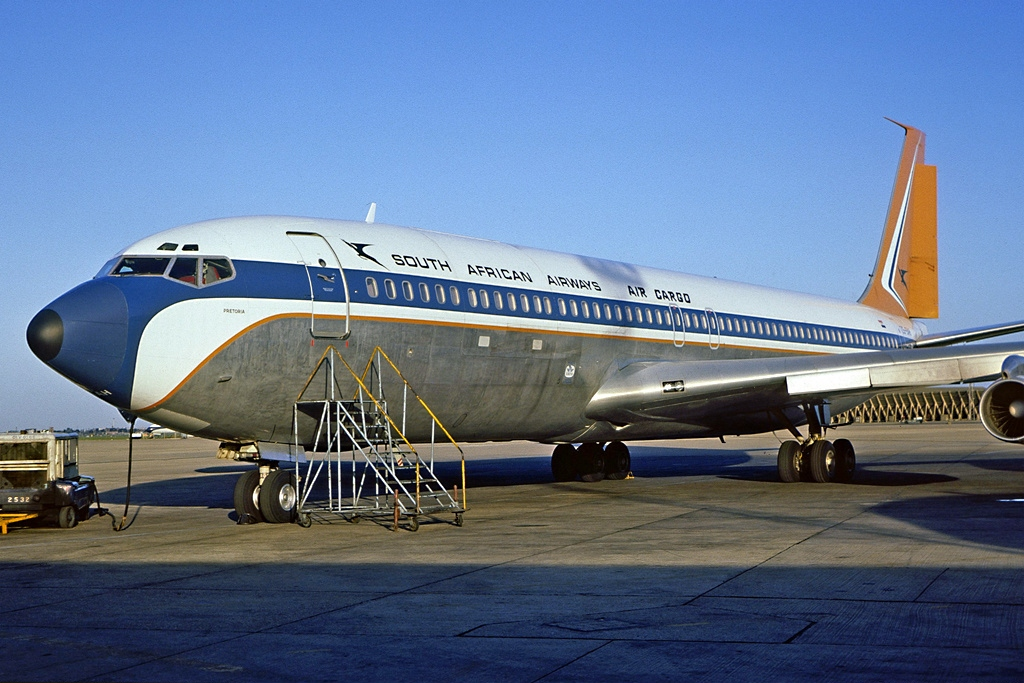
Một chiếc Boeing 707-344C của hãng, tương tự như chuyến bay 228.

## Đánh giá
South African Airways đã được Skytrax Chứng nhận là Hãng hàng không 4 sao về chất lượng của sân bay và sản phẩm trên máy bay cũng như dịch vụ của nhân viên. Xếp hạng sản phẩm bao gồm chỗ ngồi, tiện nghi, đồ ăn và đồ uống, IFE, mức độ sạch sẽ, v.v. và xếp hạng dịch vụ dành cho cả nhân viên khoang và nhân viên mặt đất.